# 薛占海
薛占海（1963年9月—），陕西清涧人；延安大学中文系汉语言文学专业毕业，西北大学经济学博士。1985年4月加入中国共产党。现任中共延安市委副书记、延安市市长。
1987年7月，自延安大学中文系毕业后，薛占海被分配到长庆油田开发公司工作。1990年，回到母校延安大学人事处任职。1991年，调延安市（县级市，今属延安市宝塔区）市委办公室工作，开启从政之路。
此后，薛占海一直在延安地区党政部门任职，从最基层做起，逐级升迁。历任青化砭镇党委副书记、镇长，党委书记；宝塔区委办公室第一副主任，区委常委、办公室主任；中共延安市宝塔区委副书记；吴起县委副书记、县长，县委书记；2006年11月起，任延安市副市长；2010年2月，任中共延安市委常委、兼常务副市长；2014年2月，升任中共延安市委副书记、兼任市委党校校长；2016年10月，出任延安市代市长。2017年2月，在延安市第五届人民代表大会第一次会议上，正式当选延安市市长。2018年2月24日，当选为第十三届全国人大代表。2022年1月，当选陕西省政协秘书长。